# Sopranis
I Sopranis, noti dapprima come Andora, furono una famiglia nobiliare genovese.

## Storia
Originari di Andora, località della riviera di ponente, giunsero a Genova al principio del XIV secolo con il nome di Andora, che cambiarono successivamente in Sopranis, praticando il mestiere di mercanti di frutta e verdura.
A Genova formarono uno degli alberghi cittadini, a cui erano ascritte le famiglie Moso e Pino. Nel 1528, a seguito delle riforme volute da Andrea Doria per lo stato genovese, il loro albergo fu sciolto e la famiglia ascritta a quello dei Cybo.
La famiglia diede otto senatori alla Repubblica di Genova.

### Albergo Sopranis
I Sopranis formavano uno dei 74 alberghi presenti nella città di Genova nel 1414 e fu uno di quelli sciolti nel 1528. Di seguito le famiglie che erano ascritte all'albergo Sopranis:
- Andora: famiglia dalla quale traggono origine i Sopranis.[1]
- Moso: giunsero in Genova intorno al XII secolo. Nel 1410 furono ascritti ai Sopranis ed allo scioglimento di quell'albergo, nel 1528, ai Di Negro.[3]
- Pino: giunsero a Genova da Santa Margherita Ligure intorno al 1160. Ascritti dapprima ai Sopranis, allo scioglimento di quell'albergo passarono ai Cybo.[4]

## Arma
L'arma della famiglia Andora era spaccato d'azzurro e di rosso alla banda (alias alla fascia) attraversante sul tutto d'oro; quella dei Sopranis d'azzurro ad un leone seduto col capo in maestà coronato d'oro movente dalla pianura di verde.